# 能源化学 (期刊)
《能源化学》（Journal of Energy Chemistry, JEC），原名《天然气化学》（Journal of Natural Gas Chemistry, JNGC），是ELSEVIER旗下，由中国科学院大连化学物理研究所主办的学术期刊。于1992年创刊，2013年由《天然气化学》更名为《能源化学》。现任主编为包信和和Gabriele Centi。2022年影响因子为13.1。
期刊主要关注化石能源、电化学能、氢能、生物质能和太阳能转化等能源化学领域，包括：
- 化石能源优化利用
- 氢能
- 电化学能转化与储存
- 二氧化碳捕获、储存与化学利用
- 能源材料和纳米技术
- 生物质转化化学
- 太阳能化学

## 历史
1992年，中国科学院成都有机化学研究所创刊和主办《天然气化学》。
2000年,改为由中国科学院成都有机化学研究所与中国科学院大连化学物理研究所联合主办，由包信和与Alexis T. Bell担任主编。
2006年，与Elsevier合作出版。由Elsevier负责在国外的发行和电子期刊的出版工作。
2010年，出版周期由季刊改成双月刊。
2013年，成都有机化学研究所转企业化，《天然气化学》归属大连化学物理研究所，更名《能源化学》。关注领域从天然气化学拓展至能源化学领域。更名前，《天然气化学》曾因稿源不足，稿件质量低曾一度停滞，更名《能源化学》后，早期为了扩大影响曾以快速发表、“绿色通道”发表等手段吸引投稿。
2015年，《能源化学（英文）》与中国科技出版社合作出版，保留了大陆地区版权，成为大陆地区首个与国内外出版商合作办刊的英文期刊。
2019年，出版周期由双月刊改为月刊。同年被中国知网评为中国最具国际影响力学术期刊之一。并入选中国科学技术协会科技期刊卓越行动计划重点期刊。

## 数据库收录
《能源化学》被以下的文献或机构的数据库收录：科学引文索引（扩展版）、工程索引、化学文摘、剑桥科学文摘、中国科学引文数据库等。